# Venouse
Venouse est une commune française située dans le département de l'Yonne en région Bourgogne-Franche-Comté.

## Géographie

### Climat
Pour des articles plus généraux, voir Climat de la Bourgogne-Franche-Comté et Climat de l'Yonne.
En 2010, le climat de la commune est de type climat océanique dégradé des plaines du Centre et du Nord, selon une étude du Centre national de la recherche scientifique s'appuyant sur une série de données couvrant la période 1971-2000. En 2020, Météo-France publie une typologie des climats de la France métropolitaine dans laquelle la commune est exposée à un climat océanique altéré et est dans la région climatique  Lorraine, plateau de Langres, Morvan, caractérisée par un hiver rude (1,5 °C), des vents modérés et des brouillards fréquents en automne et hiver. 
Pour la période 1971-2000, la température annuelle moyenne est de 10,8 °C, avec une amplitude thermique annuelle de 15,5 °C. Le cumul annuel moyen de précipitations est de 743 mm, avec 11,8 jours de précipitations en janvier et 8,1 jours en juillet. Pour la période 1991-2020, la température moyenne annuelle observée sur la station météorologique de Météo-France la plus proche, « Ligny-le-Châtel », sur la commune de Ligny-le-Châtel à 6 km à vol d'oiseau, est de 11,5 °C et le cumul annuel moyen de précipitations est de 772,9 mm. 
La température maximale relevée sur cette station est de 40,7 °C, atteinte le 7 août 2003 ; la température minimale est de −22 °C, atteinte le 16 janvier 1985,,. 
Les paramètres climatiques de la commune ont été estimés pour le milieu du siècle (2041-2070) selon différents scénarios d'émission de gaz à effet de serre à partir des nouvelles projections climatiques de référence DRIAS-2020. Ils sont consultables sur un site dédié publié par Météo-France en novembre 2022.

## Urbanisme

### Typologie
Au 1er janvier 2024, Venouse est catégorisée commune rurale à habitat dispersé, selon la nouvelle grille communale de densité à sept niveaux définie par l'Insee en 2022.
Elle est située hors unité urbaine. Par ailleurs la commune fait partie de l'aire d'attraction d'Auxerre, dont elle est une commune de la couronne,. Cette aire, qui regroupe 104 communes, est catégorisée dans les aires de 50 000 à moins de 200 000 habitants,.

### Occupation des sols
L'occupation des sols de la commune, telle qu'elle ressort de la base de données européenne d’occupation biophysique des sols Corine Land Cover (CLC), est marquée par l'importance des territoires agricoles (80,5 % en 2018), en diminution par rapport à 1990 (85,3 %). La répartition détaillée en 2018 est la suivante : 
terres arables (46,2 %), prairies (34,3 %), forêts (14,7 %), zones urbanisées (4,8 %). L'évolution de l’occupation des sols de la commune et de ses infrastructures peut être observée sur les différentes représentations cartographiques du territoire : la carte de Cassini (XVIIIe siècle), la carte d'état-major (1820-1866) et les cartes ou photos aériennes de l'IGN pour la période actuelle (1950 à aujourd'hui).

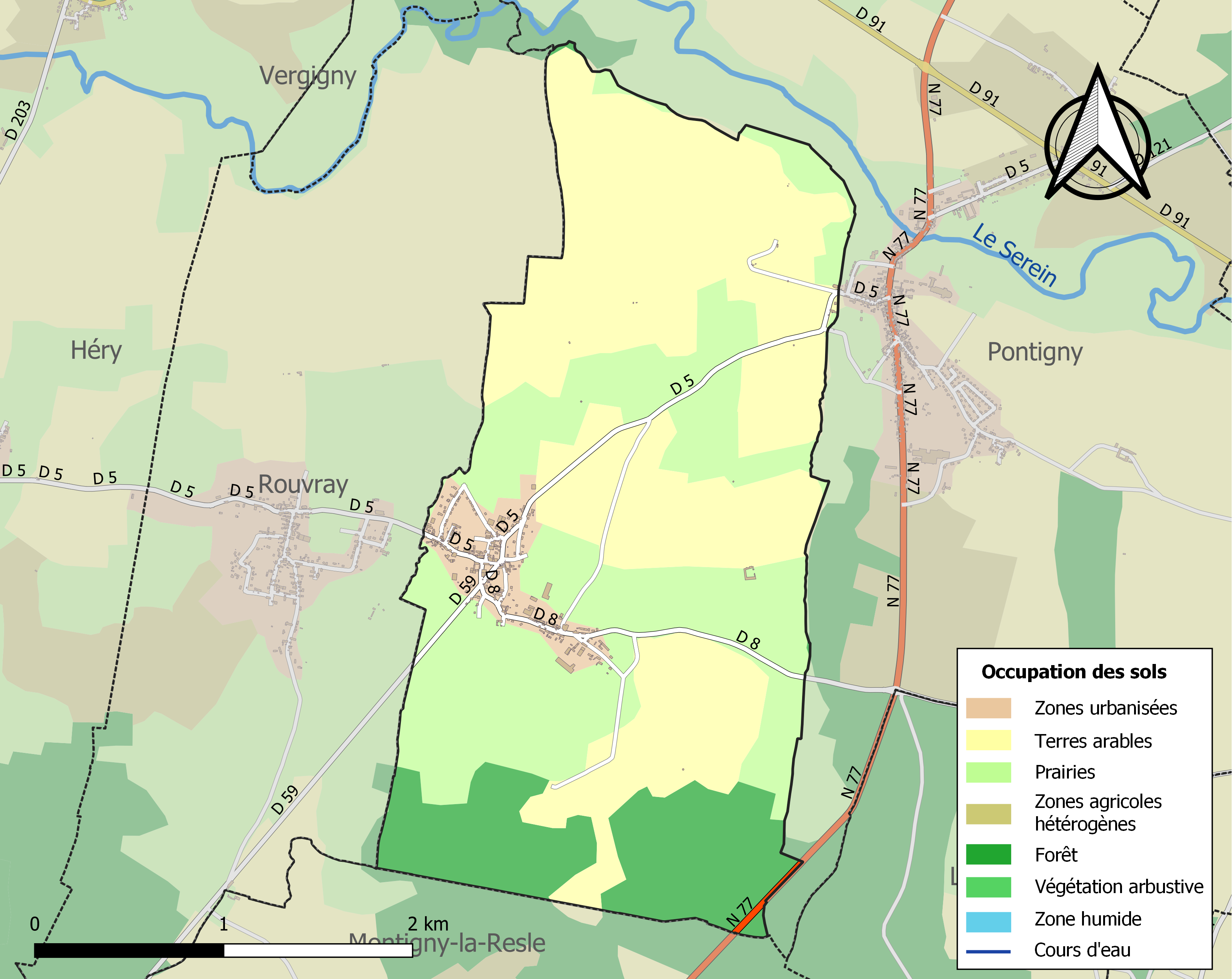
Carte des infrastructures et de l'occupation des sols de la commune en 2018 (CLC).

## Histoire
Une station gallo-romaine sur le territoire actuel de Venouse a été attestée par la découverte de fragments de statues et de colonnes.
Au VIe siècle, Venclosa appartient à l'abbaye de Vauluisant.
En 596 le règlement de saint Aunaire, 18e évêque d'Auxerre (572-605), inclut Venouse dans les trente principales paroisses du diocèse. 

Plus tard, l'abbaye de Pontigny a dépendu de la paroisse Saint-Pierre de Venouse.
Guillaume de Toucy, 55e évêque d'Auxerre (1167-1181), donne l'église de Venouse aux chanoines de Saint-Père d'Auxerre
L'église actuelle date des XVe et XVIe siècles.

## Politique et administration
| Période    | Période | Identité        | Étiquette | Qualité |
| ---------- | ------- | --------------- | --------- | ------- |
|            |         |                 |           |         |
| avant 2011 |         | Raymond Degryse |           |         |

## Démographie
L'évolution du nombre d'habitants est connue à travers les recensements de la population effectués dans la commune depuis 1793. Pour les communes de moins de 10 000 habitants, une enquête de recensement portant sur toute la population est réalisée tous les cinq ans, les populations de référence des années intermédiaires étant quant à elles estimées par interpolation ou extrapolation. Pour la commune, le premier recensement exhaustif entrant dans le cadre du nouveau dispositif a été réalisé en 2007.

En 2022, la commune comptait 291 habitants, en évolution de −4,59 % par rapport à 2016 (Yonne : −1,95 %, France hors Mayotte : +2,11 %).
| 1793 | 1800 | 1806 | 1821 | 1831 | 1836 | 1841 | 1846 | 1851 |
| ---- | ---- | ---- | ---- | ---- | ---- | ---- | ---- | ---- |
| 245  | 232  | 236  | 285  | 277  | 273  | 281  | 288  | 288  |

| 1856 | 1861 | 1866 | 1872 | 1876 | 1881 | 1886 | 1891 | 1896 |
| ---- | ---- | ---- | ---- | ---- | ---- | ---- | ---- | ---- |
| 289  | 282  | 282  | 304  | 303  | 305  | 307  | 267  | 265  |

| 1901 | 1906 | 1911 | 1921 | 1926 | 1931 | 1936 | 1946 | 1954 |
| ---- | ---- | ---- | ---- | ---- | ---- | ---- | ---- | ---- |
| 265  | 270  | 268  | 223  | 233  | 228  | 213  | 204  | 201  |

| 1962 | 1968 | 1975 | 1982 | 1990 | 1999 | 2006 | 2007 | 2012 |
| ---- | ---- | ---- | ---- | ---- | ---- | ---- | ---- | ---- |
| 194  | 203  | 194  | 236  | 284  | 260  | 283  | 286  | 309  |

| 2017 | 2022 | - | - | - | - | - | - | - |
| ---- | ---- | - | - | - | - | - | - | - |
| 303  | 291  | - | - | - | - | - | - | - |

## Lieux et monuments
- Église Saint-Pierre de Venouse datant des XVe et XVIe siècles avec un portail gothique flamboyant. Elle domine le village sur la route menant à l'abbaye de Pontigny. Le portail flamboyant date du premier tiers du XVIe siècle. L'église possède une nef unique de style ogival prismatique, voûtée en pierre sur nervures saillantes. Le chœur à trois pans est voûté sur six légères nervures, il est éclairé par des fenêtres ogivales en tiers point. À l'intérieur un tref avec le Christ est entouré par la Vierge et saint Jean, on remarque diverses statues dont une de sainte Marguerite invoquée par les futures mamans[15].
- Grange de Beauvais : ancienne grange de l'abbaye de Pontigny, mentionnée pour la première fois en 1237. Les bâtiments sont en cours de restauration par les bénévoles d'une association[21].

### Venouse dans la littérature
Venouse est citée (orthographiée « Venouze ») dans le poème d’Aragon, Le Conscrit des cent villages, écrit comme acte de Résistance intellectuelle de manière clandestine au printemps 1943, pendant la Seconde Guerre mondiale.

## Pour approfondir